# La Musique du hasard (film)
Pour le roman initial, voir La Musique du hasard.
Pour plus de détails, voir Fiche technique et Distribution.
La Musique du hasard (The Music of Chance) est un film américain réalisé par Philip Haas sorti en 1993. Il s'agit de l'adaptation cinématographique d'un roman de Paul Auster, La Musique du hasard.

## Fiche technique
- Titre français : La Musique du hasard
- Titre original : The Music of Chance
- Réalisation : Philip Haas
- Musique : Phillip Johnston (en)
- Pays d'origine :  États-Unis
- Durée : 98 minutes
- Date de sortie : 20 mars 1993[Où ?]

## Distribution
- James Spader : Jack Pozzi
- Mandy Patinkin : Jim Nashe
- M. Emmet Walsh : Calvin Murks
- Charles Durning : Bill Flower
- Joel Grey : Willy Stone
- Samantha Mathis : Tiffany
- Chris Penn : Floyd
- Pearl Jones : Louise
- Jordan Spainhour : Floyd Jr.
- Paul Auster